# Marine royale
(lett. "Marina reale") fu la marina militare del Regno di Francia, precedentemente alla Rivoluzione francese e posteriormente alla Restaurazione, fino al Secondo Impero di Napoleone III di Francia. Fu creata su base permanente dal cardinale Richelieu nel 1624.

## Luigi XIII, Richelieu e Mazzarino: i primi passi di una marina permanente (1624 - 1661)
Alla morte di Enrico IV di Francia il paese non era privo di attività marittima, ma questa si sviluppava al di fuori di una politica reale. Durante la minore età del re (il futuro Luigi XIII aveva solo nove anni nel 1610), Samuel de Champlain condusse i suoi viaggi nel Canada (allora chiamato Nuova Francia) ed alcuni francesi continuarono a tentare la colonizzazione del Brasile, come François de Razilly nel 1612 a São Luís, o fecero la loro apparizione sulle coste della Guinea nel 1614, o ancora arrivarono al Capo di Buona Speranza nel 1619. I baschi pescavano la balena presso l'isola di Spitsbergen con grande irritazione del re di Danimarca e i marsigliesi raccoglievano il corallo al largo di Biserta anche in questo caso con la collera delle autorità locali (il Bey). La situazione era ulteriormente più delicata nel Mediterraneo occidentale dove l'assenza della marina da guerra permetteva una zona franca dominata dal terrore imposto dai corsari barbareschi. Tra il 1613 e il 1621 i corsari algerini catturarono 936 navi cristiane delle quali 253 francesi (il 27%) senza che i francesi potessero fare altro che pagare per liberare i prigionieri (come Vincenzo de' Paoli). Mentre le galere spagnole o maltesi (del Sovrano militare ordine di Malta) davano la caccia ai corsari musulmani nel Mediterraneo, la Francia non disponeva di niente di simile, anche se si poteva notare che i marsigliesi tentarono di impiantarsi con la forza sull'altra costa del Mediterraneo nella città di La Calle nel 1616.
Il giovane Luigi XIII, minorenne, era completamente digiuno di cose di mare, e niente nella sua educazione faceva riferimento a questioni navali. Dichiarato maggiorenne nel 1614, scoprì per la prima volta un porto durante una visita a Bordeaux per sposare Anna d'Austria, che arriva dalla Spagna. Nel 1618, l'autorità reale lancio la messa in cantiere di Port-Louis, ma la dinamica marittima del regno restò tra le mani di un pugno di commercianti ed armatori privati, in particolare dei normanni di Rouen, dei marsigliesi di Provenza e Capo Corso, dei baschi, dei bretoni e degli ugonotti di La Rochelle e Dieppe. Nel 1619, similmente a quanto fatto in Olanda ed Inghilterra, i Rouennesi crearono una Compagnia delle Indie, progetto che non poteva che fallire senza il sostegno dello Stato. Bisognerà attendere l'arrivo di Richelieu al governo perché l'autorità reale gettasse le basi per una prima politica navale.

### Gli effetti acceleratori dell'assedio di La Rochelle

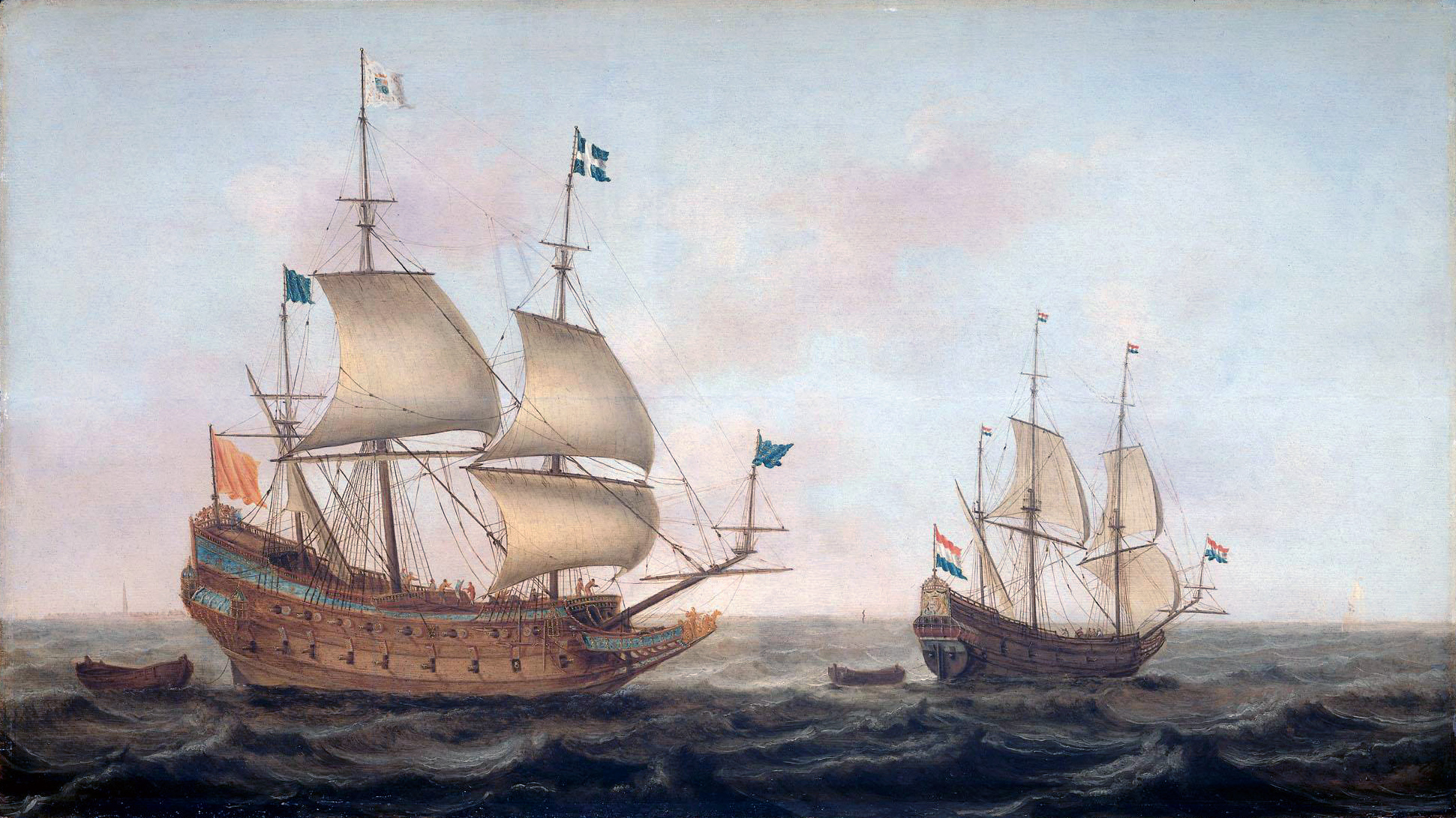
Un vascello da guerra ordinato nel 1626 a dei cantieri olandesi. La Francia non aveva alcuna esperienza navale e così i primi vascelli dovettero essere ordinati all'estero. (Dipinto di Jacob Gerritz)

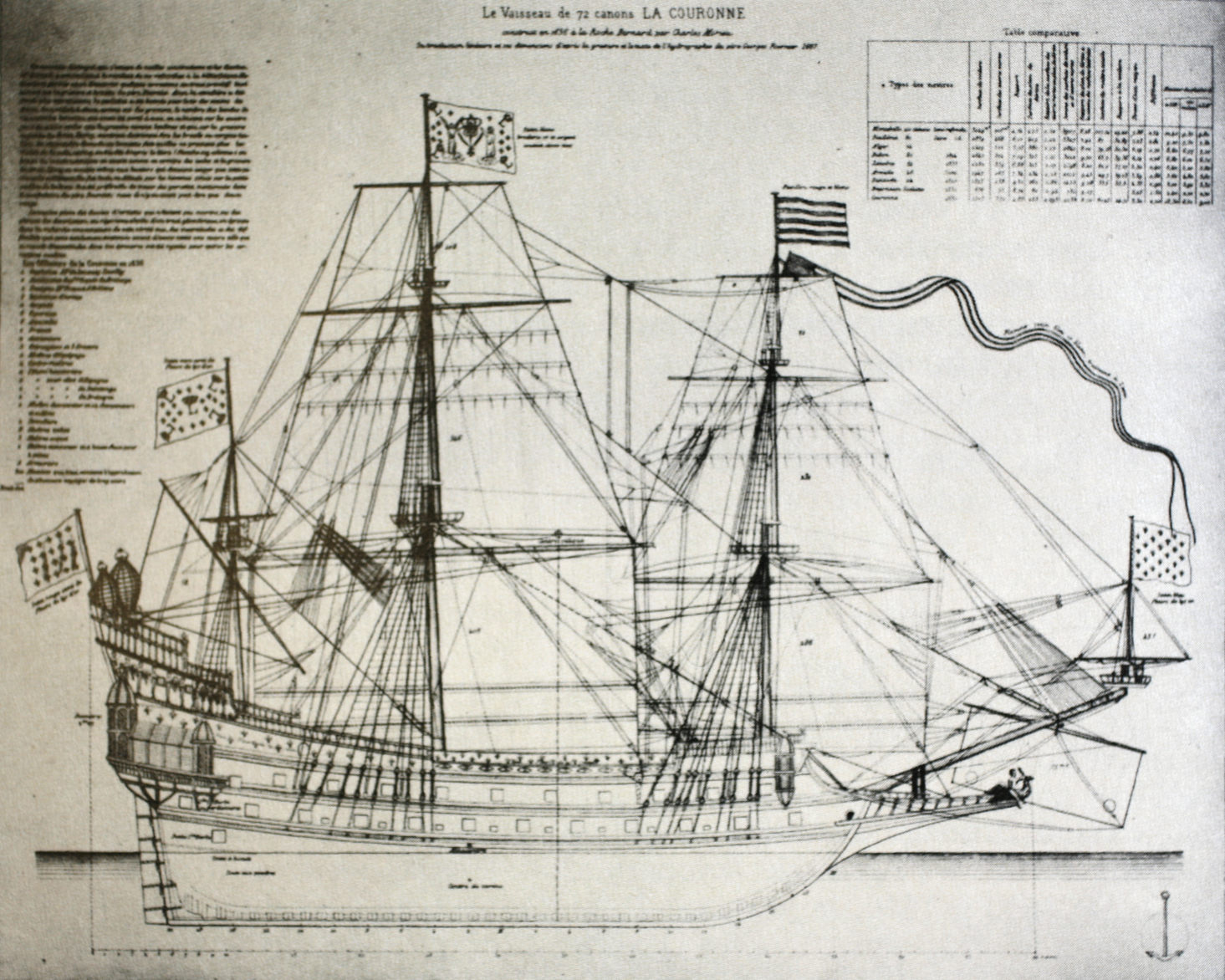
La Couronne, varato nel 1632, è il primo grande vascello costruito in Francia ed è visto come una replica dell'inglese Sovereign of the Seas.

La grande strategia navale di Richelieu era motivata da due fattori, il primo legato alla affermazione del concetto di stato centralista, messo in discussione sul mare dall'affermarsi a La Rochelle di un ammiragliato ribelle, incarnazione del potere marittimo degli ugonotti, che assicurava dietro le sue mura alle flotte protestanti rifornimenti, cantieri e possibilità di commercio, senza che il potere regio potesse disporre della sua flotta per i fini nazionali, e tanto meno prevalere sulla città ribelle senza poter imporre un blocco navale, per il quale era necessaria una flotta. Anche sul piano internazionale, la mancanza di flotta impediva al regno di Francia di proiettare la propria potenza sia economicamente che politicamente; ai tradizionali dominatori dei mari, spagnoli, portoghesi ed inglesi, si erano affiancati gli olandesi che con la loro Compagnia olandese delle Indie orientali erano diventati potentissimi nei commerci e detenevano nel 1620 la prima flotta mercantile d'Europa. Il cardinale quindi, sull'esempio degli olandesi, crea la Marine royale nel 1624, subito dopo essere assurto al ruolo di Consigliere del Re, sopprimendo le funzioni di Ammiraglio di Francia, in modo da subordinare direttamente la Marine alle decisioni del governo centrale, cioè di sé stesso, visto che era riuscito a farsi nominare Governatore  di buona parte dei porti del regno e creare a suo uso e consumo la carica di Grand-maître, chef et surintendant général de la navigation et commerce de France. Subito dopo incomincia una campagna di sviluppo delle infrastrutture necessarie a una flotta da guerra, come il porto di Le Havre nonostante le sue difficoltà di accesso e di protezione e Brouage, le cui costose infrastrutture necessarie per l'assedio di La Rochelle non vennero effettivamente ammortizzate; grossi sforzi vennero fatti, e con miglior risultato, anche a Brest e Tolone anche se molto ancora deve essere appreso. Diciotto vascelli vengono ordinati nel 1626 e sei l'anno seguente, ma in mancanza di arsenali, la loro costruzione viene effettuata in Svezia e Olanda. Grazie all'alleanza con la Svezia questa fornisce anche l'artiglieria navale e varie altre forniture navali. Dopo aver reclutato carpentieri olandesi e creato cantieri navali a Indre e La Roche-Bernard, nel 1627 vengono create le tre prime squadre francesi di Guaiana, Bretagna e Normandia, basate a Brouage, Brest e Havre.
Il montante potere marittimo della Francia non poteva però non preoccupare le due potenze marinare vicine, Olanda ed Inghilterra, anche considerata la potenza dell'esercito terrestre francese, per cui appoggi esterni vennero alla rivolta di La Rochelle, e lo stesso duca di Buckingham sbarcò nel 1627 all'Isola del Re, provocando la rivolta stessa. In questo caso quindi i motivi religiosi sono connessi ai motivi economici anche stranieri alla Francia, tra cui la volontà inglese di controllare i mari vicini all'isola.
I francesi riuscirono comunque con un'operazione anfibia a riprendere l'isola del Re, e a concludere vittoriosamente l'assedio di La Rochelle nel 1628, nonostante l'opposizione della Royal Navy, anche con la costruzione di una diga che isolasse la città, e la vittoria portò alla Marine royale 35 navi da guerra oltre a una considerevole dote di esperienza sul campo. In seguito, nel 1629, Richelieu scrisse al re «La prima cosa necessaria da fare è rendersi potenti sul mare che dà accesso a tutti gli Stati del mondo.»

### Organizzazione (1669 – 1792)
- Flotta di Ponente (flotte du Ponant), basata principalmente a Brest, ove per nave ammiraglia si ebbero i vari Soleil-Royal; e le restanti basi di Le Havre, Brouage e i principali arsenali a Brest, Rochefort e Lorient cui si aggiunse Cherbourg sotto Luigi XVI con le sue infrastrutture appena costruite a inizio Rivoluzione.
- Flotta di Levante (flotte du Levant), basata principalmente a Tolone con un arsenale per i vascelli, (arsenale delle galere a Marsiglia), le navi ammiraglie principali furono i vari Royale Louis (sotto Luigi XIV), il Majestueux e il Commerce de Marseille (sotto Luigi XVI).